# Michael Nordhausen
Michael Nordhausen OFM (* 11. April 1915 in Freialdenhoven, Kreis Düren als Hubert Nordhausen; † 17. Juni 2003 in Mönchengladbach) war ein deutscher Franziskaner und Bundeskurat der  Deutschen Pfadfinderschaft Sankt Georg. 

## Leben
Ab 1927 besuchte Hubert Nordhausen das Kaiser-Karls-Gymnasium in Aachen und von 1930 bis zum Abitur 1935 das Franziskanerkolleg in Exaten bei Roermond (Niederlande). Am 8. Mai 1935 trat er in die Kölnische Franziskanerprovinz von den Heiligen Drei Königen (Colonia) ein und erhielt den Ordensnamen Michael. Das Noviziat absolvierte er in Aachen. Nach dem Reichsarbeitsdienst begann er sein Studium in Mönchengladbach und Bonn. Im August 1939 wurde er zur Wehrmacht einberufen. Während eines Genesungsurlaubs legte er am 21. Mai 1943 die Feierliche Profess ab und empfing am 30. Mai 1943 die Priesterweihe. Bei der Priesterweihe und der Primiz in Würselen durfte er nur in der Kirche den Ordenshabit tragen, draußen musste er in Militäruniform gehen.
Auf Bitten des Kölner Erzbischofs Joseph Kardinal Frings wurde er 1950 in der Jugendseelsorge tätig, insbesondere für die Pfadfinder in Köln und von 1953 bis 1962 als Bundeskurat der Deutschen Pfadfinderschaft Sankt Georg (DPSG). Von 1962 bis 1974 war er Provinzialminister der Kölnischen Franziskanerprovinz. In dieser Zeit wurden Internat und Gymnasium der Colonia von Exaten in einen Neubau in Vossenack verlegt; auch das Kloster in Remagen erhielt ein neues Gebäude. In die Amtszeit von P. Michael fiel die Schließung der Klöster in Aachen und Bonn. Als Provinzial setzte er engagiert die Beschlüsse des Zweiten Vatikanischen Konzils zur Erneuerung des Ordenslebens um, insbesondere die Aufhebung der ideellen und juristischen Zweiteilung des Franziskanerordens in eine Gemeinschaft aus Priestern und eine – geringerwertige – aus Laienbrüdern.
1992 wurde Michael Nordhausen für seine Verdienste das Bundesverdienstkreuz am Bande verliehen.

## Veröffentlichungen
- Kuraten Handbuch. Georgs-Verlag, Düsseldorf 1956.
- Wir sprechen mit Gott. Gebete in der Gemeinschaft. Georgs-Verlag, Düsseldorf 1961.